# San Juan Grande, delstaten Mexiko
San Juan Grande är en ort i Mexiko, tillhörande kommunen Atlautla i delstaten Mexiko, i den centrala delen av landet. Orten hade 429 invånare vid folkräkningen 2010.